# 新函館農業協同組合
新函館農業協同組合（しんはこだてのうぎょうきょうどうくみあい、英称：JA Shinhakodate ）は北海道北斗市に本所を置く農業協同組合である。略称はJA新はこだて。当農協の担当地区は 北海道南部の、渡島総合振興局・檜山振興局の一円の内、函館市の北部・鹿部町・福島町・松前町・今金町を除く地域である。

## 概要
1995年（平成7年）に旧若松農協（旧北檜山町）とJA非加盟の大成町農協が合併し、新・若松農協が発足。　
1998年（平成10年）に、落部（八雲町）、八雲町農協、長万部町農協が合併し、北渡農協（長万部町）が発足。
1999年（平成11年）に、江差農協、熊石町農協、上ノ国町農協、乙部町農協、奥尻農協が合併し、ひやま南農協（江差町）が発足。
2002年（平成14年）に函館市農協・上磯町農協、渡島大野農協、知内農協・木古内町農協・七飯町農協・渡島森農協・砂原町農協・北渡農協(八雲町)・ひやま南(江差町)・厚沢部町農協・若松農協(せたな町)・瀬棚町農協の13つの合併によって新函館農協が発足。
2023年（令和5年）2月に北檜山農業協同組合を編入し、せたな中央支店を設置。同時に組織再編を行い、基幹支店制度を改め、「支店」及び「営農センター」とすることとなっている。
北海道の農協は元々の規模が大きい為地方単位での合併は珍しく、道南地方全体を営業区域とした大規模な広域農協となった。
多種多様な農産品、畜産品、花卉等が生産されており、中でも馬鈴薯(全域)、カーネーション(七飯町)等の特産品や、北部では乳牛や畜産も盛んである。

## 事務所の一覧
カッコ内は所在地
- 本店（北斗市本町1丁目1-21）
- 大野基幹支店（本店内）
  - 上磯支店（北斗市中野通324-2）
  - 七重浜支店（北斗市七重浜4丁目38-5）
  - 東前事業所（北斗市東前62）
- 知内基幹支店（上磯郡知内町字重内66-102）
  - 木古内支店（上磯郡木古内町字本町545-1）
- 七飯基幹支店（亀田郡七飯町本町3丁目18-52）
  - 大沼支店（亀田郡七飯町字大沼町779-3）
  - 大中山支店（亀田郡七飯町大川6丁目2-8）
  - 函館支店（函館市湯川町3丁目16-9）
- 森基幹支店（茅部郡森町森川町278-2）
  - 濁川事業所（茅部郡森町字濁川231-19）
- 八雲基幹支店（二海郡八雲町末広町161）
  - 落部支店（二海郡八雲町落部28）
  - 長万部支店（山越郡長万部町字長万部450）
- 厚沢部基幹支店（檜山郡厚沢部町新町183-3）
  - 館支店（檜山郡厚沢部町館町137）
  - 鶉支店（檜山郡厚沢部町鶉町16）
  - 江差支店（檜山郡江差町字水堀町51）
  - 乙部支店（爾志郡乙部町字館浦494-1）
  - 上ノ国支店（檜山郡上ノ国町字大留246）
  - 奥尻事業所（奥尻郡奥尻町字青苗323-1）
- 若松基幹支店（久遠郡せたな町北檜山区若松300-1）
  - せたな支店（久遠郡せたな町瀬棚区本町485-1）

## 子会社
- 株式会社新はこだて協同